# 许滕
许滕是德国石勒苏益格－荷尔斯泰因州的一个市镇。总面积6.91平方公里，总人口209人，其中男性105人，女性104人（2011年12月31日），人口密度30人/平方公里。